# Râul Valea Lei
Râul Valea Lei este un curs de apă, afluent al râului Pianu. 